# ГЕС-ГАЕС Фадальто
ГЕС-ГАЕС Фадальто (італ. Fadalto) — гідроелектростанція на півночі Італії. Розміщена між ГЕС Соверцене та ГЕС Нове-Нуова, входить до складу гідровузла, створеного на основі ресурсів річки П'яве (розділяє Доломітові Альпи та Вічентіне Альпи і впадає в Адріатичне море одразу на схід від Венеційської лагуни).
Відпрацьована на ГЕС Соверцене вода не повертається у П'яве, яка звідси приймає південно-західний напрямок, а подається на південь через Вічентіне Альпи. Подолавши водорозділ за допомогою системи тунелів, що зв'язують ряд карстових водоймищ, відведений із П'яве ресурс надходить до сточища Мескьо (права притока річки Лівенцо, яка впадає у Венеційську затоку Адріатичного моря далі на схід від П'яве). У зазначеному ланцюжку водойм першим лежить озеро Санта-Кроче, яке до 18-го століття не мало наземного стоку, поки не було з'єднане з П'яве каналом для сплаву лісу. Від підземного машинного залу станції Соверцене до нього прокладений канал (на початковій ділянці тунель) довжиною до 9 км. Рівень води в озері піднято за допомогою земляної дамби довжиною 2 км, на спорудження якої пішло 350 тис. м3 матеріалу. В результаті утворилось водосховище з об'ємом 147 млн м3 (корисний об'єм 120 млн м3).
З Санта-Кроче далі на південь прокладено інший дериваційний тунель довжиною 2,5 км та діаметром 5,8 метра, який переходить у два напірні водогони діаметром по 2,5 метра. Вони виводять до машинного залу, розташованого на березі озера Лаго-Морте, яке не має ані приток, ані природного наземного стоку та живилось за рахунок карстових джерел.
Машинний зал ГЕС обладнаний двома турбінами типу Френсіс потужністю по 120 МВт, що працюють при напорі у 96 метрів. Станція також обладнана двома насосами потужністю по 76 МВт і може діяти як гідроакумулююча, використовуючи Santa Croce та Лаго-Морте як верхній та нижній резервуари відповідно. Іншим напрямком подачі води з Лаго-Морте є дериваційний тунель на наступну станцію гідровузла Нове-Нуова.
Варто відзначити, що вперше описану вище схему використали для спорудженої на початку 1920-х років електростанції, яка мала п'ять турбін потужністю по 16 МВт. На початку 1970-х її демонтували та замінили на сучасну.